# Stora Kyrkebys

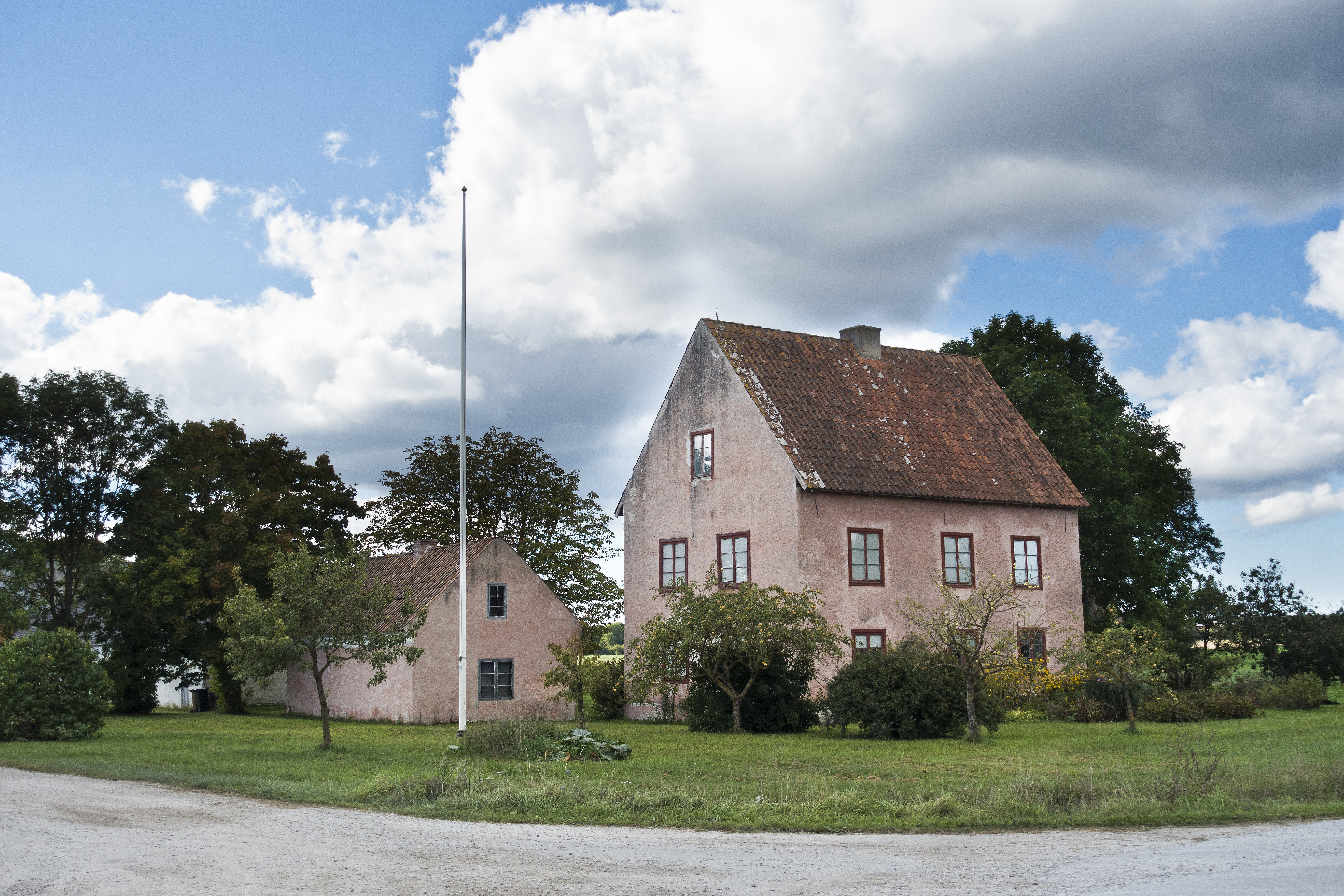
Stora Kyrkebys

Stora Kyrkebys är en byggnadsminnesmärkt gård i Hejnums socken, Gotlands kommun.
Stora Kyrkebys var tidigare en gård tillsammans med Lilla Kyrkebys, men delades redan under medeltiden. Kyrkebys omtalas i Gutasagan, Olof den helige skall ha bott hos Ormika i Kyrkebys 1029 när han kristnade gutarna. 
En vindflöjel på mangårdsbyggnaden är daterad 1770, men det är oklart om det avser det år huset byggdes eller det år övervåningen tillfogades, vilket troligen skedde inte långt efter byggnadsåret. Huset är inte den vanliga parstugan, utan har en oregelbunden rumsplacering. 
Flyglarna härrör troligen från sekelskiftet 1700/1800-tal, byggnaderna fanns här 1810 Den östra innehåller drängstuga och den västra brygghus och smedja. Tidigare fanns även ett källarrum i brygghusflygeln. En jordkällare är belägen utanför södra gaveln. Här fanns tidigare en nu riven bodlänga.
Ladugården har genomgått flera ombyggnader. Under 1700-talet fanns här två fristående längor, en ladugård och en vinkelställd lada, varav ladugården troligen är äldst. Ladan tillbyggdes därefter med ett stall på västra gaveln. Senare förlängdes ladan och byggdes ihop med ladugården. Därefter uppfördes även ett tröskhus söder om ladan.
På gården finns även rester av ett medeltida gårdsport.